# Llista de topònims de Borredà
Llista de topònims (noms propis de lloc) del municipi de Borredà, al Berguedà
Informació actualitzada per un bot. Els canvis manuals es perdran quan s'actualitzi!

## carrer
| imatge | Nom               | Ubicat a | instància de | Detalls                     | coordenades                                          | Protecció                                  | Commons (més fotos)         | Dades a WD                    |
| ------ | ----------------- | -------- | ------------ | --------------------------- | ---------------------------------------------------- | ------------------------------------------ | --------------------------- | ----------------------------- |
|        | Carrer Major      | Borredà  | carrer       |                             | 42° 08′ 09″ N, 1° 59′ 40″ E / 42.135941°N,1.994359°E |                                            |                             | Modifica les dades a Wikidata |
|        | camí de Frontanyà | Borredà  | carrer       | Estil: arquitectura popular | 42° 08′ 11″ N, 1° 59′ 40″ E / 42.136301°N,1.994528°E | bé integrant del patrimoni cultural català | Camí de Frontanyà (Borredà) | Modifica les dades a Wikidata |
|        | carrer de Berga   | Borredà  | carrer       | Estil: arquitectura popular | 42° 08′ 07″ N, 1° 59′ 37″ E / 42.13536°N,1.993536°E  | bé integrant del patrimoni cultural català |                             | Modifica les dades a Wikidata |
|        | carrer de la Font | Borredà  | carrer       | Estil: arquitectura popular | 42° 08′ 11″ N, 1° 59′ 44″ E / 42.136374°N,1.995526°E | bé integrant del patrimoni cultural català |                             | Modifica les dades a Wikidata |

## casa
| imatge | Nom           | Ubicat a | instància de | Detalls                                  | coordenades                                                                               | Protecció                                  | Commons (més fotos)         | Dades a WD                    |
| ------ | ------------- | -------- | ------------ | ---------------------------------------- | ----------------------------------------------------------------------------------------- | ------------------------------------------ | --------------------------- | ----------------------------- |
|        | Cal Bardolet  | Borredà  | casa         | 20th century                             | 42° 08′ 08″ N, 1° 59′ 40″ E / 42.13544°N,1.99457°E ca:C/ Camí de la Font , 08619-Borredà  |                                            |                             | Modifica les dades a Wikidata |
|        | Cal Benet     | Borredà  | casa         | Estil: arquitectura popular              | 42° 08′ 08″ N, 1° 59′ 38″ E / 42.135614°N,1.993809°E ca:Plaça Major nº 2, 08619-Borredà   | bé integrant del patrimoni cultural català |                             | Modifica les dades a Wikidata |
|        | Cal Cirera    | Borredà  | casa         | Estil: arquitectura popular 19th century | 42° 08′ 10″ N, 1° 59′ 42″ E / 42.136129°N,1.994987°E ca:Placeta o Plaça del Padró         | bé integrant del patrimoni cultural català |                             | Modifica les dades a Wikidata |
|        | Can Campalans | Borredà  | casa         |                                          | 42° 08′ 11″ N, 1° 59′ 44″ E / 42.136313°N,1.995432°E ca:Carrer de la Font, 08619- Borredà | bé integrant del patrimoni cultural català |                             | Modifica les dades a Wikidata |
|        | Can Font      | Borredà  | casa         | Estil: arquitectura popular              | 42° 08′ 10″ N, 1° 59′ 40″ E / 42.136214°N,1.994429°E ca:C/ de Frontanyà , 3 08619-Borredà | bé integrant del patrimoni cultural català | Camí de Frontanyà (Borredà) | Modifica les dades a Wikidata |

## curs d'aigua
| imatge | Nom             | Ubicat a                                           | instància de                                        | Detalls                                                                    | coordenades                                                                                               | Protecció | Commons (més fotos) | Dades a WD                    |
| ------ | --------------- | -------------------------------------------------- | --------------------------------------------------- | -------------------------------------------------------------------------- | --- | --------- | ------------------- | ----------------------------- |
|        | el Mergançol    | Borredà Vilada Sant Jaume de Frontanyà les Llosses | curs d'aigua                                        | Desemboca: Llobregat                                                       | 42° 07′ 30″ N, 1° 52′ 57″ E / 42.125°N,1.8825°E 42° 07′ 40″ N, 1° 55′ 10″ E / 42.127721°N,1.919552°E      |           | Mergançol           | Modifica les dades a Wikidata |
|        | riera de Merlès | Santa Maria de Merlès                              | curs d'aigua Reserva Natural Parcial àrea protegida | 1987 Desemboca: Llobregat Llarg: 47km Superfície: 70.01734ha Conca: 173km² | 42° 11′ 45″ N, 2° 01′ 52″ E / 42.195759°N,2.031138°E 41° 55′ 36″ N, 1° 52′ 56″ E / 41.926769°N,1.882085°E |           | Riera de Merlès     | Modifica les dades a Wikidata |

## element arquitectònic
| imatge | Nom                       | Ubicat a | instància de          | Detalls      | coordenades                                                                               | Protecció | Commons (més fotos) | Dades a WD                    |
| ------ | ------------------------- | -------- | --------------------- | ------------ | ----------------------------------------------------------------------------------------- | --------- | ------------------- | ----------------------------- |
|        | Alcova de cal Vilardell   | Borredà  | element arquitectònic | 18th century | 42° 08′ 07″ N, 1° 59′ 37″ E / 42.13533°N,1.99371°E ca:Carrer de l'Església, 08619-Borredà |           |                     | Modifica les dades a Wikidata |
|        | Cisterna de cal Vilardell | Borredà  | element arquitectònic | 1863         | 42° 08′ 07″ N, 1° 59′ 38″ E / 42.1352°N,1.99386°E ca:C/ Manresa, 08619-Borredà            |           |                     | Modifica les dades a Wikidata |

## església
| imatge | Nom                               | Ubicat a | instància de | Detalls                      | coordenades                                                                                                  | Protecció                                            | Commons (més fotos)           | Dades a WD                    |
| ------ | --------------------------------- | -------- | ------------ | ---------------------------- | --- | ---------------------------------------------------- | ----------------------------- | ----------------------------- |
|        | Mare de Déu de la Mercè de Cirera | Borredà  | església     | Estil: arquitectura popular  | 42° 09′ 16″ N, 1° 59′ 03″ E / 42.154541666667°N,1.9840694444444°E 990 msnm                                   | bé integrant del patrimoni cultural català           | Capella de la Mercè (Borredà) | Modifica les dades a Wikidata |
|        | Sant Benet de Vilaplana           | Borredà  | església     |                              | 42° 06′ 38″ N, 1° 59′ 48″ E / 42.110584°N,1.996709°E                                                         | bé integrant del patrimoni cultural català           |                               | Modifica les dades a Wikidata |
|        | Sant Esteve de Comià              | Borredà  | església     | 1690                         | 42° 07′ 51″ N, 2° 02′ 56″ E / 42.130833°N,2.048791°E ca:Comià, al peu de la riera de Merlès                  | bé integrant del patrimoni cultural català           |                               | Modifica les dades a Wikidata |
|        | Sant Martí de Boatella            | Borredà  | església     |                              | 42° 06′ 56″ N, 2° 02′ 03″ E / 42.115437°N,2.03424°E ca:Parròquia de Boatella, al peu de la Riera de Merlès   | bé integrant del patrimoni cultural català           |                               | Modifica les dades a Wikidata |
|        | Sant Sadurní de Rotgers           | Borredà  | església     | Estil: arquitectura romànica | 42° 09′ 19″ N, 1° 58′ 21″ E / 42.155224°N,1.972625°E ca:Antiga parròquia de Sant Sadurní de Rotgers 976 msnm | bé d'interès cultural bé cultural d'interès nacional | Sant Sadurní de Rotgers       | Modifica les dades a Wikidata |
|        | Santa Maria de Borredà            | Borredà  | església     |                              | 42° 08′ 08″ N, 1° 59′ 39″ E / 42.135427°N,1.994042°E ca:Plaça Major, 08619-Borredà                           | bé integrant del patrimoni cultural català           | Santa Maria de Borredà        | Modifica les dades a Wikidata |
|        | Santa Maria de Salselles          | Borredà  | església     | Estil: arquitectura barroca  | 42° 05′ 46″ N, 2° 01′ 44″ E / 42.096°N,2.02896°E                                                             | bé integrant del patrimoni cultural català           | Santa Maria de Salselles      | Modifica les dades a Wikidata |

## font
| imatge | Nom                 | Ubicat a | instància de | Detalls | coordenades                                                         | Protecció | Commons (més fotos) | Dades a WD                    |
| ------ | ------------------- | -------- | ------------ | ------- | ------------------------------------------------------------------- | --------- | ------------------- | ----------------------------- |
|        | font de Coma Ermada | Borredà  | font         |         | 42° 07′ 21″ N, 2° 03′ 28″ E / 42.122421533606°N,2.0576650231568°E   |           |                     | Modifica les dades a Wikidata |
|        | font de Matavicaris | Borredà  | font         |         | 42° 05′ 21″ N, 2° 02′ 01″ E / 42.0890668646361°N,2.03371650750636°E |           |                     | Modifica les dades a Wikidata |
|        | font del Raig       | Borredà  | font         |         | 42° 09′ 04″ N, 1° 57′ 07″ E / 42.151224982613°N,1.9519406777898°E   |           |                     | Modifica les dades a Wikidata |

## masia
| imatge | Nom                    | Ubicat a | instància de | Detalls                                                       | coordenades | Protecció                                  | Commons (més fotos) | Dades a WD                    |
| ------ | ---------------------- | -------- | ------------ | ------------------------------------------------------------- | --- | ------------------------------------------ | ------------------- | ----------------------------- |
|        | Bartrons               | Borredà  | masia        |                                                               | 42° 05′ 58″ N, 2° 03′ 23″ E / 42.0994606020957°N,2.05648780289699°E                                                                                |                                            |                     | Modifica les dades a Wikidata |
|        | Boatella               | Borredà  | masia        | Estil: arquitectura popular                                   | 42° 06′ 49″ N, 2° 01′ 58″ E / 42.113524°N,2.032781°E ca:Parròquia de Sant Martí de Boatella, riera de Merlès                                       | bé integrant del patrimoni cultural català |                     | Modifica les dades a Wikidata |
|        | Ca l'Aiano             | Borredà  | masia        |                                                               | 42° 07′ 45″ N, 2° 02′ 47″ E / 42.1290345000096°N,2.04632140468117°E                                                                                |                                            |                     | Modifica les dades a Wikidata |
|        | Cal Castelló           | Borredà  | masia        |                                                               | 42° 08′ 06″ N, 1° 59′ 05″ E / 42.1349096994865°N,1.98475246937785°E                                                                                |                                            |                     | Modifica les dades a Wikidata |
|        | Cal Gall               | Borredà  | masia        |                                                               | 42° 08′ 21″ N, 1° 59′ 34″ E / 42.1392757055642°N,1.99269355773716°E                                                                                |                                            |                     | Modifica les dades a Wikidata |
|        | Cal Jaume Coll         | Borredà  | masia        | 18th century                                                  | 42° 08′ 44″ N, 2° 01′ 00″ E / 42.1455636536008°N,2.01674978894137°E ca:Ctra. de Berga a Ripoll per les Llosses (C-26), km 169,2, a 3 km de Borredà |                                            |                     | Modifica les dades a Wikidata |
|        | Cal Jep Graugés        | Borredà  | masia        |                                                               | 42° 08′ 17″ N, 1° 59′ 35″ E / 42.1379908503752°N,1.99304064168987°E                                                                                |                                            |                     | Modifica les dades a Wikidata |
|        | Cal Lluc               | Borredà  | masia        |                                                               | 42° 08′ 05″ N, 1° 59′ 04″ E / 42.1346627085116°N,1.98432081172507°E                                                                                |                                            |                     | Modifica les dades a Wikidata |
|        | Cal Manso              | Borredà  | masia        | Estil: arquitectura popular 18th century                      | 42° 08′ 01″ N, 1° 59′ 02″ E / 42.133474°N,1.983897°E ca:Coll d'en Bas                                                                              | bé integrant del patrimoni cultural català |                     | Modifica les dades a Wikidata |
|        | Cal Picat              | Borredà  | masia        |                                                               | 42° 08′ 05″ N, 1° 59′ 05″ E / 42.1346399765478°N,1.98480517787768°E                                                                                |                                            |                     | Modifica les dades a Wikidata |
|        | Cal Sedasser           | Borredà  | masia        |                                                               | 42° 08′ 44″ N, 2° 00′ 52″ E / 42.1456697898568°N,2.01442452692491°E                                                                                |                                            |                     | Modifica les dades a Wikidata |
|        | Cal Senalla            | Borredà  | masia        |                                                               | 42° 06′ 26″ N, 2° 02′ 51″ E / 42.1073203087475°N,2.04742103005858°E                                                                                |                                            |                     | Modifica les dades a Wikidata |
|        | Cal Tisoi              | Borredà  | masia        |                                                               | 42° 08′ 07″ N, 1° 59′ 52″ E / 42.1352842471968°N,1.99764529768488°E                                                                                |                                            |                     | Modifica les dades a Wikidata |
|        | Cal Trenca             | Borredà  | masia        |                                                               | 42° 08′ 43″ N, 2° 01′ 48″ E / 42.1452626199311°N,2.03005466676614°E                                                                                |                                            |                     | Modifica les dades a Wikidata |
|        | Cal Vilardell          | Borredà  | masia        | Estil: arquitectura barroca arquitectura popular 18th century | 42° 08′ 07″ N, 1° 59′ 39″ E / 42.135265°N,1.994174°E ca:Carrer de l'Església, nº 5, 08619-Borredà                                                  | bé integrant del patrimoni cultural català |                     | Modifica les dades a Wikidata |
|        | Camadoca               | Borredà  | masia        |                                                               | 42° 08′ 31″ N, 2° 00′ 56″ E / 42.1418257841771°N,2.01567009081579°E                                                                                |                                            |                     | Modifica les dades a Wikidata |
|        | Campalans              | Borredà  | masia        | Estil: arquitectura popular                                   | 42° 08′ 49″ N, 2° 00′ 01″ E / 42.14682°N,2.000252°E ca:Riera de Mergançol                                                                          | bé integrant del patrimoni cultural català |                     | Modifica les dades a Wikidata |
|        | Camprubí               | Borredà  | masia        | Estil: arquitectura popular                                   | 42° 08′ 11″ N, 1° 59′ 48″ E / 42.136351°N,1.996726°E ca:Camí del Cal Can-Rubí, 08619-Borredà                                                       | bé integrant del patrimoni cultural català |                     | Modifica les dades a Wikidata |
|        | Can Boixó              | Borredà  | masia        |                                                               | 42° 05′ 45″ N, 2° 02′ 55″ E / 42.0957039450062°N,2.048731613205°E                                                                                  |                                            |                     | Modifica les dades a Wikidata |
|        | Can Cases              | Borredà  | masia        |                                                               | 42° 07′ 47″ N, 2° 04′ 15″ E / 42.1296858732842°N,2.07082452477028°E                                                                                |                                            |                     | Modifica les dades a Wikidata |
|        | Can Perot              | Borredà  | masia        |                                                               | 42° 08′ 21″ N, 2° 00′ 02″ E / 42.1392535921538°N,2.00046272188825°E                                                                                |                                            |                     | Modifica les dades a Wikidata |
|        | Can Pou                | Borredà  | masia        |                                                               | 42° 05′ 47″ N, 2° 01′ 45″ E / 42.0964223995556°N,2.02913050214703°E                                                                                |                                            |                     | Modifica les dades a Wikidata |
|        | Can Saiol              | Borredà  | masia        |                                                               | 42° 10′ 07″ N, 1° 59′ 28″ E / 42.1686136288992°N,1.99115071219377°E                                                                                |                                            |                     | Modifica les dades a Wikidata |
|        | Can Vilada             | Borredà  | masia        |                                                               | 42° 06′ 19″ N, 2° 02′ 21″ E / 42.1054151822356°N,2.03928574204847°E                                                                                |                                            |                     | Modifica les dades a Wikidata |
|        | Canemars               | Borredà  | masia        | Estil: arquitectura popular 18th century                      | 42° 07′ 53″ N, 1° 58′ 23″ E / 42.13126°N,1.973043°E ca:Antiga parròquia de Sta. Magdalena de Guardiolans                                           | bé integrant del patrimoni cultural català |                     | Modifica les dades a Wikidata |
|        | Capdevila              | Borredà  | masia        | Estil: arquitectura popular                                   | 42° 08′ 21″ N, 1° 58′ 04″ E / 42.139165°N,1.9677°E ca:Antiga parròquia de Santa magdalena de Guardiolans                                           | bé integrant del patrimoni cultural català |                     | Modifica les dades a Wikidata |
|        | Casa Nova del Baró     | Borredà  | masia        |                                                               | 42° 08′ 06″ N, 1° 58′ 50″ E / 42.134997898447°N,1.98047971113021°E                                                                                 |                                            |                     | Modifica les dades a Wikidata |
|        | Casa Roja              | Borredà  | masia        |                                                               | 42° 05′ 29″ N, 2° 02′ 20″ E / 42.0914522955747°N,2.03892817457725°E                                                                                |                                            |                     | Modifica les dades a Wikidata |
|        | Casa de la Baga        | Borredà  | masia        |                                                               | 42° 09′ 42″ N, 1° 58′ 36″ E / 42.1616847029487°N,1.97656505622381°E                                                                                |                                            |                     | Modifica les dades a Wikidata |
|        | Casadejús              | Borredà  | masia        | Estil: arquitectura popular                                   | 42° 09′ 21″ N, 1° 59′ 49″ E / 42.155816°N,1.996961°E                                                                                               | bé integrant del patrimoni cultural català |                     | Modifica les dades a Wikidata |
|        | Casamitjana            | Borredà  | masia        | 18th century                                                  | 42° 06′ 36″ N, 1° 59′ 49″ E / 42.1099619462933°N,1.997016269404°E                                                                                  |                                            |                     | Modifica les dades a Wikidata |
|        | Castelló               | Borredà  | masia        |                                                               | 42° 07′ 32″ N, 1° 58′ 55″ E / 42.1254917138387°N,1.98199926580315°E                                                                                |                                            |                     | Modifica les dades a Wikidata |
|        | Cava-roques            | Borredà  | masia        |                                                               | 42° 08′ 52″ N, 2° 01′ 29″ E / 42.1477652146904°N,2.02460660381944°E                                                                                |                                            |                     | Modifica les dades a Wikidata |
|        | Cobert de Puigcercós   | Borredà  | masia        | 19th century                                                  | 42° 07′ 58″ N, 2° 02′ 45″ E / 42.1327768453826°N,2.04580547071157°E ca:Parròquia de Sant Esteve de Comià, a la riera de Merlès                     |                                            |                     | Modifica les dades a Wikidata |
|        | Fonteuler              | Borredà  | masia        |                                                               | 42° 07′ 19″ N, 1° 59′ 59″ E / 42.12192997249°N,1.9996040431072°E                                                                                   |                                            |                     | Modifica les dades a Wikidata |
|        | Graugés                | Borredà  | masia        | Estil: arquitectura popular 18th century                      | 42° 08′ 14″ N, 1° 59′ 11″ E / 42.137124°N,1.986259°E ca:Coll d'en Bas                                                                              | bé integrant del patrimoni cultural català |                     | Modifica les dades a Wikidata |
|        | Jolit                  | Borredà  | masia        |                                                               | 42° 09′ 56″ N, 1° 58′ 24″ E / 42.1656730149538°N,1.97337742709269°E                                                                                |                                            |                     | Modifica les dades a Wikidata |
|        | Marcians               | Borredà  | masia        |                                                               | 42° 09′ 26″ N, 2° 00′ 05″ E / 42.1572927915829°N,2.00144983215424°E                                                                                |                                            |                     | Modifica les dades a Wikidata |
|        | Montjuïc               | Borredà  | masia        |                                                               | 42° 07′ 37″ N, 2° 00′ 18″ E / 42.1269279839241°N,2.00507251156187°E                                                                                |                                            |                     | Modifica les dades a Wikidata |
|        | Puigcercós             | Borredà  | masia        | Estil: arquitectura popular                                   | 42° 08′ 11″ N, 2° 02′ 50″ E / 42.136277°N,2.047125°E ca:Antiga parròquia de Comià                                                                  | bé integrant del patrimoni cultural català |                     | Modifica les dades a Wikidata |
|        | Rocatrencada           | Borredà  | masia        | 18th century                                                  | 42° 08′ 19″ N, 2° 00′ 32″ E / 42.138624147425°N,2.00888270474144°E ca:Carretera C-26, km 167,8 871 msnm                                            |                                            | Rocatrencada        | Modifica les dades a Wikidata |
|        | Roma                   | Borredà  | masia        |                                                               | 42° 07′ 37″ N, 2° 03′ 17″ E / 42.1268173460016°N,2.05483578616312°E                                                                                |                                            |                     | Modifica les dades a Wikidata |
|        | Sobirà                 | Borredà  | masia        | Estil: arquitectura popular                                   | 42° 08′ 43″ N, 2° 00′ 32″ E / 42.145194°N,2.008967°E ca:Carena de Sobirà                                                                           | bé integrant del patrimoni cultural català |                     | Modifica les dades a Wikidata |
|        | Vila-d'heures          | Borredà  | masia        |                                                               | 42° 05′ 17″ N, 2° 02′ 08″ E / 42.0880016946407°N,2.03557053969629°E                                                                                |                                            |                     | Modifica les dades a Wikidata |
|        | Vila-seca              | Borredà  | masia        |                                                               | 42° 05′ 54″ N, 2° 00′ 28″ E / 42.0984362704982°N,2.00765854102964°E                                                                                |                                            |                     | Modifica les dades a Wikidata |
|        | Xoriguera              | Borredà  | masia        |                                                               | 42° 07′ 56″ N, 2° 02′ 13″ E / 42.132156416301°N,2.0369515592991°E                                                                                  |                                            |                     | Modifica les dades a Wikidata |
|        | el Camp de Salselles   | Borredà  | masia        | Estil: arquitectura popular 18th century                      | 42° 05′ 35″ N, 2° 00′ 31″ E / 42.093009°N,2.008703°E ca:Salselles                                                                                  | bé integrant del patrimoni cultural català |                     | Modifica les dades a Wikidata |
|        | el Coll                | Borredà  | masia        | Estil: arquitectura popular                                   | 42° 08′ 36″ N, 2° 01′ 12″ E / 42.143217°N,2.02001°E ca:Ctra. de Berga a Ripoll per les Llosses (C-26), km 169,2, a 3 km de Borredà                 | bé integrant del patrimoni cultural català |                     | Modifica les dades a Wikidata |
|        | el Pati                | Borredà  | masia        |                                                               | 42° 08′ 01″ N, 1° 58′ 09″ E / 42.1334831434021°N,1.96920274834826°E                                                                                |                                            |                     | Modifica les dades a Wikidata |
|        | el Pont de Roma        | Borredà  | masia        | Estil: arquitectura popular                                   | 42° 07′ 21″ N, 2° 02′ 43″ E / 42.122582°N,2.045414°E                                                                                               | bé integrant del patrimoni cultural català |                     | Modifica les dades a Wikidata |
|        | el Soler de Comià      | Borredà  | masia        | Estil: arquitectura popular                                   | 42° 07′ 58″ N, 2° 03′ 04″ E / 42.132653°N,2.051136°E ca:Parròquia de Comià, riera de Merlès                                                        | bé integrant del patrimoni cultural català |                     | Modifica les dades a Wikidata |
|        | els Torrents           | Borredà  | masia        | Estil: arquitectura popular                                   | 42° 09′ 36″ N, 1° 57′ 39″ E / 42.159987°N,1.960728°E ca:Antiga parròquia de Sant Sadurní de Rotgers                                                | bé integrant del patrimoni cultural català |                     | Modifica les dades a Wikidata |
|        | la Casanova            | Borredà  | masia        |                                                               | 42° 09′ 22″ N, 1° 59′ 29″ E / 42.1560787566905°N,1.99136194421943°E                                                                                |                                            |                     | Modifica les dades a Wikidata |
|        | la Castelló            | Borredà  | masia        |                                                               | 42° 05′ 07″ N, 2° 02′ 22″ E / 42.0853414697345°N,2.03946777319632°E                                                                                |                                            |                     | Modifica les dades a Wikidata |
|        | la Llosada             | Borredà  | masia        | Estil: arquitectura popular                                   | 42° 08′ 15″ N, 1° 59′ 37″ E / 42.137405°N,1.993672°E ca:Parròquia de Santa Maria de Borredà, 08619-Borredà                                         | bé integrant del patrimoni cultural català |                     | Modifica les dades a Wikidata |
|        | la Maçana              | Borredà  | masia        | 18th century                                                  | 42° 08′ 50″ N, 2° 01′ 39″ E / 42.1471511204978°N,2.02759323954269°E ca:Carretera C-26 (direcció Ripoll per les Llosses), km. 170                   |                                            |                     | Modifica les dades a Wikidata |
|        | la Maçaneta            | Borredà  | masia        |                                                               | 42° 08′ 56″ N, 2° 01′ 53″ E / 42.1488851335913°N,2.03135487609547°E ca:Carretera C-26 (direcció Ripoll per les Llosses), km. 170                   |                                            |                     | Modifica les dades a Wikidata |
|        | la Pera                | Borredà  | masia        |                                                               | 42° 08′ 09″ N, 2° 01′ 44″ E / 42.1357593163719°N,2.02879606936996°E                                                                                |                                            |                     | Modifica les dades a Wikidata |
|        | la Pica                | Borredà  | masia        |                                                               | 42° 06′ 06″ N, 2° 01′ 58″ E / 42.1015603217736°N,2.03283747732034°E                                                                                |                                            |                     | Modifica les dades a Wikidata |
|        | la Pinosa              | Borredà  | masia        |                                                               | 42° 05′ 44″ N, 2° 00′ 42″ E / 42.0954616280987°N,2.01153828273676°E                                                                                |                                            |                     | Modifica les dades a Wikidata |
|        | la Ribera              | Borredà  | masia        |                                                               | 42° 08′ 23″ N, 2° 00′ 06″ E / 42.1398131208303°N,2.00162772470355°E ca:Parròquia de Borredà                                                        |                                            |                     | Modifica les dades a Wikidata |
|        | la Riera               | Borredà  | masia        | Estil: arquitectura barroca arquitectura popular 18th century | 42° 06′ 43″ N, 2° 01′ 34″ E / 42.111973055556°N,2.0261769444444°E ca:Pont i riera del Mergançol (parròquia de Borredà)                             | bé integrant del patrimoni cultural català |                     | Modifica les dades a Wikidata |
|        | la Riereta             | Borredà  | masia        |                                                               | 42° 07′ 38″ N, 2° 02′ 37″ E / 42.1271389608461°N,2.04365183531088°E                                                                                |                                            |                     | Modifica les dades a Wikidata |
|        | la Roqueta             | Borredà  | masia        |                                                               | 42° 05′ 51″ N, 2° 02′ 31″ E / 42.0974843809014°N,2.04189662836076°E                                                                                |                                            |                     | Modifica les dades a Wikidata |
|        | la Serra               | Borredà  | masia        |                                                               | 42° 06′ 05″ N, 2° 01′ 18″ E / 42.101406043155°N,2.0216953234031°E                                                                                  |                                            |                     | Modifica les dades a Wikidata |
|        | la Solana              | Borredà  | masia        |                                                               | 42° 08′ 38″ N, 1° 59′ 41″ E / 42.1439859104756°N,1.99473671543959°E ca:Antiga parròquia de Sant Sadurní de Rotgers                                 |                                            |                     | Modifica les dades a Wikidata |
|        | les Bagues de Boatella | Borredà  | masia        |                                                               | 42° 06′ 42″ N, 2° 02′ 27″ E / 42.1117500071736°N,2.04076252289204°E                                                                                |                                            |                     | Modifica les dades a Wikidata |
|        | les Rovires de Dalt    | Borredà  | masia        |                                                               | 42° 07′ 50″ N, 2° 01′ 08″ E / 42.1306221972653°N,2.01885631641009°E                                                                                |                                            |                     | Modifica les dades a Wikidata |

## molí d'aigua
| imatge | Nom               | Ubicat a | instància de | Detalls                                  | coordenades | Protecció                                  | Commons (més fotos) | Dades a WD                    |
| ------ | ----------------- | -------- | ------------ | ---------------------------------------- | --- | ------------------------------------------ | ------------------- | ----------------------------- |
|        | Molí de Boatella  | Borredà  | molí d'aigua | Estil: arquitectura popular              | 42° 06′ 32″ N, 2° 01′ 49″ E / 42.108901°N,2.030311°E ca:Riera de Merlès, parròquia de Sant Martí de Boatella     | bé integrant del patrimoni cultural català |                     | Modifica les dades a Wikidata |
|        | Molí de Campalans | Borredà  | molí d'aigua | Estil: arquitectura popular 18th century | 42° 08′ 41″ N, 2° 00′ 04″ E / 42.144594°N,2.001122°E ca:Riera de Margançol                                       | bé integrant del patrimoni cultural català |                     | Modifica les dades a Wikidata |
|        | Molí de Cirera    | Borredà  | molí d'aigua | Estil: arquitectura popular              | 42° 07′ 54″ N, 1° 59′ 46″ E / 42.131644°N,1.996014°E                                                             | bé integrant del patrimoni cultural català |                     | Modifica les dades a Wikidata |
|        | Molí de Danyans   | Borredà  | molí d'aigua | Estil: arquitectura popular 18th century | 42° 08′ 24″ N, 2° 03′ 12″ E / 42.139957°N,2.053314°E ca:Antiga parròquia de Comià, prop del Cobert de Puigcercós | bé integrant del patrimoni cultural català |                     | Modifica les dades a Wikidata |
|        | Molí de Vilartimó | Borredà  | molí d'aigua | Estil: arquitectura popular              | 42° 05′ 17″ N, 2° 00′ 26″ E / 42.087934°N,2.007174°E ca:Riera de Merlès                                          | bé integrant del patrimoni cultural català |                     | Modifica les dades a Wikidata |
|        | Molí del Font     | Borredà  | molí d'aigua | Estil: arquitectura popular              | | bé integrant del patrimoni cultural català |                     | Modifica les dades a Wikidata |
|        | Molí del Sobirà   | Borredà  | molí d'aigua | Estil: arquitectura popular              | 42° 08′ 31″ N, 2° 00′ 00″ E / 42.141865°N,2.000015°E                                                             | bé integrant del patrimoni cultural català |                     | Modifica les dades a Wikidata |
|        | Molí del Tisó     | Borredà  | molí d'aigua | Estil: arquitectura popular              | 42° 14′ 48″ N, 2° 05′ 12″ E / 42.246762°N,2.086542°E 871 msnm                                                    | bé integrant del patrimoni cultural català |                     | Modifica les dades a Wikidata |
|        | Molí del Xic      | Borredà  | molí d'aigua | Estil: arquitectura popular 18th century | 42° 08′ 11″ N, 1° 59′ 59″ E / 42.13652°N,1.999591°E ca:Parròquia de Borredà, al peu de la riera de Margançol     | bé integrant del patrimoni cultural català |                     | Modifica les dades a Wikidata |
|        | molí de Canemars  | Borredà  | molí d'aigua | Estil: arquitectura popular 18th century | 42° 07′ 52″ N, 1° 58′ 28″ E / 42.13102°N,1.974366°E ca:Parròquia de Sta. Magdalena de Guardiolans                | bé integrant del patrimoni cultural català |                     | Modifica les dades a Wikidata |

## muntanya
| imatge | Nom                             | Ubicat a            | instància de | Detalls | coordenades | Protecció | Commons (més fotos) | Dades a WD                    |
| ------ | ------------------------------- | ------------------- | ------------ | ------- | --- | --------- | ------------------- | ----------------------------- |
|        | Cap de la Baga de la Roca       | les Llosses Borredà | muntanya     |         | 42° 08′ 33″ N, 2° 02′ 26″ E / 42.14252778°N,2.04043333°E 996.6 msnm                                                                  |           |                     | Modifica les dades a Wikidata |
|        | Cap de la Baga del Castell      | les Llosses Borredà | muntanya     |         | 42° 09′ 10″ N, 2° 01′ 35″ E / 42.15283333°N,2.02651944°E 1215.5 msnm                                                                 |           |                     | Modifica les dades a Wikidata |
|        | Cap del Serrat de la Gallinassa | les Llosses Borredà | muntanya     |         | 42° 09′ 41″ N, 1° 59′ 52″ E / 42.1614°N,1.99766°E 1177.3 msnm                                                                        |           |                     | Modifica les dades a Wikidata |
|        | Entreaigües                     | Borredà             | muntanya     |         | 42° 09′ 10″ N, 1° 59′ 53″ E / 42.15269444°N,1.99819444°E 1030.1 msnm                                                                 |           |                     | Modifica les dades a Wikidata |
|        | Roc Blanc de Cirera             | Borredà             | muntanya     |         | 42° 09′ 27″ N, 1° 59′ 10″ E / 42.1575°N,1.98619°E ca:Antiga parròquia de Sant Sadurní de Rotgers, entre Rotgers i Cirera 1162.7 msnm |           |                     | Modifica les dades a Wikidata |
|        | Roc del Corb                    | Borredà             | muntanya     |         | 42° 07′ 38″ N, 2° 03′ 48″ E / 42.12727778°N,2.06327778°E 925.3 msnm                                                                  |           |                     | Modifica les dades a Wikidata |
|        | Roca Llumenera                  | Borredà             | muntanya     |         | 42° 07′ 36″ N, 2° 00′ 10″ E / 42.1267°N,2.00269°E 985.4 msnm                                                                         |           |                     | Modifica les dades a Wikidata |
|        | Sant Marc                       | Borredà             | muntanya     |         | 42° 08′ 57″ N, 1° 59′ 17″ E / 42.1491°N,1.98814°E 1201.1 msnm                                                                        |           |                     | Modifica les dades a Wikidata |
|        | Serrat de Puigpolit             | Borredà Lluçà       | muntanya     |         | 42° 04′ 46″ N, 2° 02′ 28″ E / 42.07952778°N,2.041°E 781.1 msnm                                                                       |           |                     | Modifica les dades a Wikidata |
|        | Serrat de la Talaia             | Borredà             | muntanya     |         | 42° 06′ 14″ N, 2° 01′ 10″ E / 42.1038°N,2.01934°E 835.8 msnm                                                                         |           |                     | Modifica les dades a Wikidata |
|        | Serrat del Molló                | les Llosses Borredà | muntanya     |         | 42° 09′ 01″ N, 2° 00′ 57″ E / 42.1502°N,2.0159°E 1178.4 msnm                                                                         |           |                     | Modifica les dades a Wikidata |
|        | la Roqueta                      | Borredà             | muntanya     |         | 42° 05′ 58″ N, 2° 02′ 39″ E / 42.0995°N,2.04403°E 903.8 msnm                                                                         |           |                     | Modifica les dades a Wikidata |

## pont
| imatge | Nom                     | Ubicat a | instància de | Detalls                                                           | coordenades | Protecció                                  | Commons (més fotos) | Dades a WD                    |
| ------ | ----------------------- | -------- | ------------ | ----------------------------------------------------------------- | --- | ------------------------------------------ | ------------------- | ----------------------------- |
|        | Pont de Cal Príncep     | Borredà  | pont         | Travessa: el Mergançol Hi passa: C-26                             | 42° 08′ 16″ N, 2° 00′ 04″ E / 42.1376840258272°N,2.00121344657365°E                                             |                                            |                     | Modifica les dades a Wikidata |
|        | Pont de Roma            | Borredà  | pont         | Estil: arquitectura gòtica 14th century Travessa: riera de Merlès | 42° 07′ 18″ N, 2° 02′ 41″ E / 42.121604°N,2.04484°E ca:Antiga parròquia de Comià, pont sobre la riera de Merlès | bé integrant del patrimoni cultural català |                     | Modifica les dades a Wikidata |
|        | Pont de Sant Joan       | Borredà  | pont         | Estil: arquitectura popular 17th century Travessa: el Mergançol   | 42° 07′ 45″ N, 1° 59′ 39″ E / 42.129278°N,1.994285°E ca:Parròquia de Santa Maria de Borredà, riera de Mardançol | bé integrant del patrimoni cultural català |                     | Modifica les dades a Wikidata |
|        | Pont del Cobert         | Borredà  | pont         | 20th century Travessa: riera de Merlès Estat: bon estat           | 42° 07′ 59″ N, 2° 02′ 42″ E / 42.1330413649452°N,2.04512391170267°E ca:Parròquia de Sant Esteve de Comià        |                                            |                     | Modifica les dades a Wikidata |
|        | Pont del Molí d'en Font | Borredà  | pont         | Estil: arquitectura popular 18th century Travessa: el Mergançol   | 42° 07′ 44″ N, 1° 58′ 37″ E / 42.128755°N,1.976858°E                                                            | bé integrant del patrimoni cultural català |                     | Modifica les dades a Wikidata |

## resclosa
| imatge | Nom                                | Ubicat a | instància de | Detalls                     | coordenades                                                                          | Protecció                                  | Commons (més fotos) | Dades a WD                    |
| ------ | ---------------------------------- | -------- | ------------ | --------------------------- | ------------------------------------------------------------------------------------ | ------------------------------------------ | ------------------- | ----------------------------- |
|        | Resclosa de les Goles de la Masada | Borredà  | resclosa     | Estil: arquitectura popular | 42° 06′ 04″ N, 2° 00′ 22″ E / 42.101238°N,2.006103°E ca:Al peu de la riera de Merlès | bé integrant del patrimoni cultural català |                     | Modifica les dades a Wikidata |
|        | Resclosa del Camp de Salselles     | Borredà  | resclosa     | Estil: arquitectura popular | 42° 05′ 28″ N, 2° 00′ 29″ E / 42.091078°N,2.008°E                                    | bé integrant del patrimoni cultural català |                     | Modifica les dades a Wikidata |
|        | Resclosa del Pont de Roma          | Borredà  | resclosa     | Estil: arquitectura popular |                                                                                      | bé integrant del patrimoni cultural català |                     | Modifica les dades a Wikidata |

## serra
| imatge | Nom                        | Ubicat a                               | instància de | Detalls | coordenades                                                          | Protecció | Commons (més fotos) | Dades a WD                    |
| ------ | -------------------------- | -------------------------------------- | ------------ | ------- | -------------------------------------------------------------------- | --------- | ------------------- | ----------------------------- |
|        | Cap de la Solana           | Borredà Vilada                         | serra        |         | 42° 08′ 49″ N, 1° 57′ 38″ E / 42.1469°N,1.96049°E 1097.9 msnm        |           |                     | Modifica les dades a Wikidata |
|        | Carena de la Baga del Coll | Borredà les Llosses                    | serra        |         | 42° 07′ 44″ N, 2° 00′ 36″ E / 42.129°N,2.01008°E 961.5 msnm          |           |                     | Modifica les dades a Wikidata |
|        | Carena de les Rovires      | Borredà les Llosses                    | serra        |         | 42° 07′ 36″ N, 2° 01′ 49″ E / 42.1266°N,2.03024°E 911 msnm           |           |                     | Modifica les dades a Wikidata |
|        | serrat de Can Saiol        | Borredà Castell de l'Areny les Llosses | serra        |         | 42° 10′ 31″ N, 1° 59′ 23″ E / 42.1753°N,1.98983°E 1293 msnm          |           |                     | Modifica les dades a Wikidata |
|        | serrat de Comadrells       | Borredà Castell de l'Areny             | serra        |         | 42° 09′ 45″ N, 1° 59′ 08″ E / 42.1624°N,1.98544°E 1247.3 msnm        |           |                     | Modifica les dades a Wikidata |
|        | serrat de Llumeners        | Borredà les Llosses                    | serra        |         | 42° 07′ 05″ N, 1° 59′ 47″ E / 42.11805556°N,1.99638889°E 1041.8 msnm |           |                     | Modifica les dades a Wikidata |

## Misc
| imatge | Nom                       | Ubicat a | instància de                                   | Detalls                          | coordenades                                                                                       | Protecció                                  | Commons (més fotos)             | Dades a WD                    |
| ------ | ------------------------- | -------- | ---------------------------------------------- | -------------------------------- | ------------------------------------------------------------------------------------------------- | ------------------------------------------ | ------------------------------- | ----------------------------- |
|        | Ajuntament de Borredà     | Borredà  | casa consistorial                              | Estil: arquitectura popular 1981 | 42° 08′ 09″ N, 1° 59′ 38″ E / 42.135751°N,1.993989°E ca:Plaça Major nº 4, 08619- Borredà          | bé integrant del patrimoni cultural català |                                 | Modifica les dades a Wikidata |
|        | Balma de la Roqueta       | Borredà  | abric rocós                                    |                                  | 42° 05′ 51″ N, 2° 02′ 15″ E / 42.0973933121671°N,2.03747195843135°E                               |                                            |                                 | Modifica les dades a Wikidata |
|        | Borredà                   | Borredà  | entitat singular de població capital municipal | 426 hab                          | 42° 08′ 07″ N, 1° 59′ 43″ E / 42.13539646°N,1.99526371°E 841 msnm                                 |                                            |                                 | Modifica les dades a Wikidata |
|        | Casa de les Dominiques    | Borredà  | edifici                                        | Estil: arquitectura popular      | 42° 08′ 10″ N, 1° 59′ 39″ E / 42.136131°N,1.994176°E ca:Carrer de Frontanyà nº 1, 08619-Borredà   | bé integrant del patrimoni cultural català |                                 | Modifica les dades a Wikidata |
|        | Placeta o Plaça del Padró | Borredà  | conjunt d'edificis                             |                                  | 42° 08′ 10″ N, 1° 59′ 42″ E / 42.13622°N,1.9949°E ca:Placeta 08619-Borredà                        |                                            |                                 | Modifica les dades a Wikidata |
|        | Rectoria                  | Borredà  | rectoria                                       | Estil: arquitectura popular 1694 | 42° 08′ 07″ N, 1° 59′ 40″ E / 42.135234°N,1.994553°E ca:Carrer de Manresa núm. 7 , 08619.-Borredà | bé integrant del patrimoni cultural català |                                 | Modifica les dades a Wikidata |
|        | Salselles                 | Borredà  | nucli de població                              |                                  | 42° 05′ 46″ N, 2° 01′ 45″ E / 42.096064595032°N,2.0290330111087°E                                 |                                            | Salselles                       | Modifica les dades a Wikidata |
|        | el gorg del Salt          | Borredà  |                                                |                                  | 42° 08′ 09″ N, 1° 59′ 57″ E / 42.13573°N,1.99918°E ca:Parròquia de Santa Maria de Borredà         |                                            |                                 | Modifica les dades a Wikidata |
|        | plaça de l'Ajuntament     | Borredà  | plaça                                          | Estil: arquitectura popular      | 42° 08′ 08″ N, 1° 59′ 39″ E / 42.135635°N,1.994087°E ca:Plaça Major, 08619-Borredà                | bé integrant del patrimoni cultural català | Plaça de l'Ajuntament (Borredà) | Modifica les dades a Wikidata |